# Ferry II van Vaudémont
Ferry II van Vaudémont (circa 1428 — Joinville, 31 augustus 1470) was van 1458 tot aan zijn dood graaf van Vaudémont en heer van Joinville. Hij behoorde tot het huis Lotharingen.

## Levensloop
Ferry II was de oudste zoon van graaf Anton van Vaudémont en Maria van Aumale, gravin van Aumale en Harcourt en barones van Elbeuf. In 1445 huwde hij in Nancy met Yolande van Lotharingen (1428-1483), dochter van hertogin Isabella van Lotharingen en René I van Anjou, hertog van Bar. Hun huwelijk was er gekomen als onderdeel van een vredesverdrag dat hun vaders in 1433 gesloten hadden om de erfconflicten over Lotharingen te beëindigen. Ze kregen zes kinderen:
- Peter (1451), jong gestorven
- René II (1451-1508), hertog van Lotharingen, graaf van Vaudémont en heer van Joinville
- Nicolaas (overleden in 1476), heer van Joinville en Bauffremont
- Johanna (1458-1480), huwde in 1474 met hertog Karel V van Maine
- Margaretha (1463-1521), huwde in 1488 met hertog René van Alençon
- Yolande (overleden in 1500), huwde in 1497 met landgraaf Willem II van Hessen

In 1453 commandeerde hij de troepen die zijn schoonvader René naar de latere koning Lodewijk XI van Frankrijk had gezonden om tegen hertog Lodewijk van Savoye te vechten. In 1456 kreeg hij van zijn schoonvader de regering over het hertogdom Bar toegewezen en in 1459 werd hij tijdens diens tweede poging om het koninkrijk Sicilië te veroveren benoemd tot generaal-luitenant van Sicilië. In 1458 volgde hij zijn vader op als graaf van Vaudémont en heer van Joinville.
In 1470 stierf Ferry II, waarna hij werd bijgezet in de kloosterkerk van Joinville. Zijn graf werd tijdens de Franse Revolutie vernield.

## Voorouders
| Voorouders van Ferry II van Vaudémont (1420-1470) | Voorouders van Ferry II van Vaudémont (1420-1470)                             | Voorouders van Ferry II van Vaudémont (1420-1470)                             | Voorouders van Ferry II van Vaudémont (1420-1470)                             | Voorouders van Ferry II van Vaudémont (1420-1470)                             | Voorouders van Ferry II van Vaudémont (1420-1470)                   | Voorouders van Ferry II van Vaudémont (1420-1470)                   | Voorouders van Ferry II van Vaudémont (1420-1470)                      | Voorouders van Ferry II van Vaudémont (1420-1470)                      |
| ------------------------------------------------- | ----------------------------------------------------------------------------- | ----------------------------------------------------------------------------- | ----------------------------------------------------------------------------- | ----------------------------------------------------------------------------- | ------------------------------------------------------------------- | ------------------------------------------------------------------- | ---------------------------------------------------------------------- | ---------------------------------------------------------------------- |
| Overgrootouders                                   | Jan I van Lotharingen (1346-1390) ∞ 1361 Sophia van Württemburg (1343-1369)   | Jan I van Lotharingen (1346-1390) ∞ 1361 Sophia van Württemburg (1343-1369)   | Hendrik V van Vaudémont (1327-1365) ∞ Maria van Ligny (-)                     | Hendrik V van Vaudémont (1327-1365) ∞ Maria van Ligny (-)                     | Jean VI van Harcourt (1342-1388) ∞ Catherine de Bourbon (1342–1427) | Jean VI van Harcourt (1342-1388) ∞ Catherine de Bourbon (1342–1427) | Pierre II van Alençon (1340-1404) ∞ 1394 Marie Chamaillard (1345-1425) | Pierre II van Alençon (1340-1404) ∞ 1394 Marie Chamaillard (1345-1425) |
| Grootouders                                       | Ferry I van Vaudémont (1368-1415) ∞ 1392 Margaretha van Vaudémont (1354-1418) | Ferry I van Vaudémont (1368-1415) ∞ 1392 Margaretha van Vaudémont (1354-1418) | Ferry I van Vaudémont (1368-1415) ∞ 1392 Margaretha van Vaudémont (1354-1418) | Ferry I van Vaudémont (1368-1415) ∞ 1392 Margaretha van Vaudémont (1354-1418) | Jean VII van Harcourt (-1452) ∞ 1389 Marie d'Alençon (1373-1417)    | Jean VII van Harcourt (-1452) ∞ 1389 Marie d'Alençon (1373-1417)    | Jean VII van Harcourt (-1452) ∞ 1389 Marie d'Alençon (1373-1417)       | Jean VII van Harcourt (-1452) ∞ 1389 Marie d'Alençon (1373-1417)       |
| Ouders                                            | Anton van Vaudémont (1400-1458) ∞ 1416 Maria van Aumale (1398-1476)           | Anton van Vaudémont (1400-1458) ∞ 1416 Maria van Aumale (1398-1476)           | Anton van Vaudémont (1400-1458) ∞ 1416 Maria van Aumale (1398-1476)           | Anton van Vaudémont (1400-1458) ∞ 1416 Maria van Aumale (1398-1476)           | Anton van Vaudémont (1400-1458) ∞ 1416 Maria van Aumale (1398-1476) | Anton van Vaudémont (1400-1458) ∞ 1416 Maria van Aumale (1398-1476) | Anton van Vaudémont (1400-1458) ∞ 1416 Maria van Aumale (1398-1476)    | Anton van Vaudémont (1400-1458) ∞ 1416 Maria van Aumale (1398-1476)    |